# Planta de tratamiento de liquidos cloacales

## Características generales del agua
El agua, pese a ser una de las sustancias más comunes que se encuentran en la naturaleza, resulta ser, una sustancia muy particular, anómala en casi todas sus propiedades físico-químicas, y posiblemente una de la más compleja de todas las que están constituidas por un único compuesto químico.
Su singularidad radica, en la facilidad con que sus moléculas forman grandes agregados tridimensionales cuando está en estado líquido. Esto la diferencia de los fluidos normales y explica los altos valores de viscosidad, tensión superficial y temperaturas de fusión y ebullición.
Su estructura molecular en forma de racimos, todavía no muy bien conocida, se debe a que los átomos de hidrógeno no están geométricamente alineados con el oxígeno central, sino que se encuentran plegados formando un ángulo de 105°, lo que da lugar a una bipolaridad y a enlaces de hidrógeno entre moléculas adyacentes. La verdadera molécula de agua sería, pues (H2O)n, variando el valor de n con las condiciones de presión y temperatura. Debido a la disposición especial plegada de la molécula de agua, esta tiene una gran capacidad de disolución, siendo esta propiedad, precisamente, la que hace más vulnerable su calidad.
Otra característica del agua es su gran estabilidad, incluso en altas temperaturas. A 2.700 °C, únicamente el 11% se disocia en moléculas de hidrógeno y de oxígeno. De esto se deriva que la cantidad total de agua en la tierra permanece constante durante largos períodos, si bien su estado y situación varia, formando lo que se ha dado en llamar el ciclo hidrológico. En determinadas circunstancias el vapor de agua existente en la atmósfera se precipita en forma de lluvia o nieve.
El ciclo hidrológico o ciclo del agua es el proceso de circulación del agua entre los distintos compartimientos que forman la hidrosfera. Se trata de un ciclo biogeoquímico en que hay una intervención mínima de reacciones químicas, porque el agua se traslada de un lugar a otro o cambia de estado físico. Las fases del ciclo del agua son: 
- Evaporación: cuando el agua pasa de la fase líquida a la fase gaseosa.
- Condensación: la condensación es un proceso de cambio de fase a través del cual el vapor de agua se convierte en líquido a causa del enfriamiento del aire.
- Precipitación: es cualquier tipo de agua que cae sobre la superficie la tierra. Las diferentes formas de precipitación incluyen llovizna, lluvia, nieve, granizo, agua-nieve.
- Infiltración: ocurre cuando el agua que llega al suelo, penetra en la tierra por sus poros y se convierta en agua subterránea.
- Escorrentía: es el agua que corre por la tierra, luego de una precipitación, sin penetrar en ella.
- Circulación subterránea: es la circulación del agua por debajo de la superficie. Se produce a favor de la gravedad como la escorrentía.
- Fusión: paso de una sólida a líquida por la acción del calor: la fusión del hielo en agua líquida se produce por la acción del calor a 0 °C.
- Solidificación: es el proceso inverso a la fusión. Consiste en el cambio de estado del agua de líquido a sólido producida por una disminución de la temperatura.

Parte del agua caída sobre la tierra se evapora directamente; otra parte, vuelve a la atmósfera a través de la evapotranspiración vegetal; el resto llega, por caminos más o menos complejos superficiales o subterráneos, al mar, donde, por evaporación, es restituida a la atmósfera, completándose así el ciclo.
Las fuentes del agua son: 
Aguas meteóricas: para el caso de comunidades rurales o pequeñas poblaciones aparece como posible fuente de provisión la captación de aguas de lluvia, la que debe ser recogida sobre el terreno preparado adecuadamente. En cuanto a la calidad de esta agua podemos mencionar que tiene sólidos disueltos de baja cantidad, muy baja turbiedad, por la composición química se consideran de baja alcalinidad y dureza, y a su vez de alto contenido de dióxido de carbono (las aguas de lluvia al caer disuelven el dióxido de carbono de la atmósfera lo cual les da un pH ácido). Esto se corrige mediante el agregado de cal. Para este tipo de tratamiento es conveniente no utilizar cañerías de plomo por la agresividad de las aguas. 
Aguas superficiales: se denominan así a las aguas provenientes de los ríos, arroyos, lagos, etc. Son en general aguas turbias y con color y, además, por ser superficiales están sujetas a contaminarse. Por estas causas exigen tratamiento potabilizador, incluido desinfección previa a su consumo.
Aguas subálveas: son las aguas que corren por el subálveo del río. El subálveo es la zona donde se recoge el filtrado a través del terreno. Se captan en general mediante pozos filtrantes o galerías filtrantes. Son en general aguas de muy buena calidad ya que han sufrido un proceso natural de filtración. El costo de las obras para utilización de esta agua es algo elevado. 
Aguas subterráneas: son las aguas que se encuentran en el subsuelo. Podemos distinguir tres tipos de fuentes subterráneas distintas según la posición el agua en el suelo:
Aguas subterráneas profundas: las aguas subterráneas profundas captadas mediante pozos semi urgentes dan por lo general aguas potables, ocupando el segundo lugar en número de habitantes servidos y primero en localidades servidas. Las aguas subterráneas carecen habitualmente de turbiedad y color, pero en algunos casos de aguas subterráneas ferruginosas, estas se colorean a poco de extraerlas por oxidación de compuestos ferrosos contenidos en las mismas y contenidas requieren tratamiento corrector previa a su entrega a consumo. En otros casos pueden contener exceso de sólidos disueltos (elevada mineralización), cloruros, sulfatos, etc., o bien algunos elementos tóxicos como el arsénico, el vanadio o el flúor en alta concentración resultando por esta causa inadecuada su utilización como fuente de provisión. 
Aguas freáticas o de primera napa: pueden utilizarse cuando constituyen la única fuente económicamente utilizable. Su nivel oscila bastante y está directamente influenciado por el régimen de lluvias. Su calidad es variable y aunque física y químicamente sea aceptable existe siempre el peligro de contaminación microbiológica. Por ello de resolverse su utilización habrá que hacerlo mediante pozos excavados y perforados a los que se deberá protegerlos adecuadamente contra la contaminación superficial, manteniendo estricto control bacteriológico del agua de consumo. 
Aguas de manantiales: agua que brota de la tierra. Pueden constituir una solución para el caso de pequeñas localidades rurales, siempre que tengan caudal suficiente y calidad adecuada. La captación debe estar adecuadamente protegida. El manantial será tanto más seguro como cuanto menos variable sea su caudal, influenciado este por el régimen de lluvias y menos alterable sea la calidad del agua. 
Los usos del agua son: saneamiento (higiene y consumo), agricultura (riego), ganadería (bebida), recreación con y sin contacto (balneario, deportes acuáticos), protección de la vida acuática (fauna y flora), hidroeléctrico, industrial (proceso, calderas, refrigeración, hormigón).
A lo largo del ciclo hidrológico, el agua que al pasar a la atmósfera por evaporación es agua destilada de máxima pureza, se va cargando de otras sustancias que determinan, en el momento de su utilización, las características de calidad.
Aunque ya en la atmósfera el agua de lluvia recibe impurezas por gases, aerosoles, polvo y sales, si nos limitamos al ciclo natural, en el sentido de no considerar causas de contaminación debidas de una u otra forma a la actividad humana, la mayor parte de las impurezas provienen de las formaciones geológicas por las que discurre o en las que se almacena y que, en mayor o menor grado, va disolviendo. Por ello, la geología es un factor determinante de la composición del agua y, en definitiva, de su calidad natural. Así, por una parte, el agua, de acuerdo con la litología de las formaciones geológicas con las que está en contacto, resulta ácida o alcalina, con alto o bajo contenido de sales disueltas, con preponderancia de carbonatos, sulfatos, cloruros, etc. Por otra parte, el contacto con formaciones minerales puede ser ocasión para que en el agua se encuentren determinados elementos como el hierro, manganeso, cobre o mercurio cuya procedencia natural conviene conocer para diferenciarla de la contaminación posterior.
La composición química y biológica que las aguas llegan a tener de forma natural se modifica por la recepción de efluentes, de muy diferentes características, originados por la actividad humana. Esta composición final es la que determina la calidad del agua en un determinado momento.

## Aguas superficiales
Se denomina de esta manera a las aguas que circulan sobre la superficie del suelo.
Pueden presentarse en forma correntosa como en el caso de corrientes, ríos y arroyos, o quietas si se trata de lagos, reservorios, embalses y lagunas.
El agua superficial se produce por la escorrentía generada a partir de las precipitaciones y por la infiltración de aguas subterráneas.
Para propósitos regulatorios, suele definirse al agua superficial como toda agua abierta a la atmósfera y sujeta a escorrentía superficial. Una vez producida, el agua superficial sigue el camino que le ofrece menor resistencia. Una serie de arroyos, riachuelos, corrientes y ríos llevan el agua desde áreas con pendiente descendente hacia un curso de agua principal. Esta área de drenaje suele denominarse como divisoria de aguas o cuenca de drenaje.
Una divisoria de aguas es una cuenca circundada por un surco de gran profundidad, que separa áreas de drenaje diferentes. La calidad del agua está fuertemente influenciada por el punto de la cuenca en que se desvía para su uso. La calidad de corrientes, ríos y arroyos, varía de acuerdo a los caudales estacionales y puede cambiar significativamente a causa de las precipitaciones y derrames accidentales. Los lagos, reservorios, embalses y lagunas presentan en general, menor cantidad de sedimentos que los ríos, sin embargo están sujetos a mayores impactos desde el punto de vista de actividad microbiológica. Los cuerpos de agua quietos tales como lagos y reservorios, envejecen en un período relativamente grande como resultado de procesos naturales. Este proceso de envejecimiento está influenciado por la actividad microbiológica que se encuentra relacionada directamente con los niveles de nutrientes en el cuerpo de agua y puede verse acelerada por la actividad humana.

## Agua Subterráneas
Se define como agua subterránea a la porción de agua subsuperficial que está sometida a una presión mayor que la atmosférica, de modo que fluye dentro de cavidades abiertas dentro de la tierra o que se mueve a través de su superficie bajo la forma de filtraciones o manantiales.
El agua subterránea puede ingresar por varios caminos: proviene por ejemplo de la percolación de la precipitación directa, la infiltración de depósitos de agua superficiales y de la recarga artificial.
Existen varias vías de salida tales como la evaporación de agua libre o bien de la humedad del terreno, la evapotranspiración, que se debe básicamente a la utilización y evaporación del agua por medio de la vegetación, escapes a ríos o arroyos o bien sistemas hechos por el hombre como los pozos de suministro.
Las aguas subterráneas se pueden clasificar en general como de capa libre y confinada. En las aguas de capa libre el nivel freático puede subir o bajar dependiendo del nivel de las aguas superficiales, ya que actúan de modo similar a vasos comunicantes.
El agua que penetra por infiltración puede llevar diferentes sustancias en disolución dependiendo del origen de la misma. El suelo funciona como filtro de muchas sustancias reteniéndolas, sobre todo materia orgánica. Sin embargo, algunas sustancias llegaran al nivel freático y serán arrastradas por las aguas subterráneas.
Las aguas subterráneas actúan como diluyente y, al no tener organismos que transformen la materia orgánica, como en las aguas superficiales, esta se degrada muy lentamente bajo la acción del oxígeno disuelto. Por ello, cualquier tipo de contaminación orgánica que se origine en las aguas subterráneas tarda muchos años en eliminarse y la inorgánica únicamente se diluye y circula dentro de las venas subterráneas.
Actualmente, uno de los mayores problemas de las aguas subterráneas es la contaminación por nitratos de origen agrícola, estando totalmente prohibida la adición de sustancias tóxicas y peligrosas por cualquier procedimiento: infiltración, inyección, etc., ya que estas no tienen ningún mecanismo de eliminación y solo pueden diluir dichas sustancias.
El suelo que se encuentra por debajo de la superficie terrestre se compone de dos zonas hidrogeológicas diferentes; la zona no saturada y la zona saturada. La zona no saturada constituye un sistema de tres fases: sólido, líquido y gas.
- Los sólidos generalmente están constituidos por materiales inorgánicos y orgánicos. La materia orgánica corresponde a los restos de plantas y animales sepultados y que se encuentran en diferentes etapas de degradación.
- La fase líquida está constituida por agua la cual contiene sólidos disueltos.
- Por su parte, la fase gaseosa incluye vapor de agua y otros gases presentes en la atmósfera aunque no necesariamente en la misma proporción. La zona saturada, en cambio, comprende a todos los materiales ubicados por debajo del nivel freático.

## Concepto de contaminación aplicado al agua
Decir que un agua se encuentra contaminada o no es un concepto, de alguna manera relativa, ya que no se puede hacer una clasificación absoluta de la “calidad” del agua. El agua destilada que, desde el punto de vista de la pureza, tiene el más alto grado de calidad, no es adecuada para beber, esto es porque el grado de calidad del agua ha de referirse a los usos a que se destina. La determinación del estado de la calidad de un agua estará referida al uso previsto para la misma.
De igual manera el concepto de contaminación ha de estar referido, a los usos posteriores del agua. En este sentido, la Ley de Aguas (Española, Artículo 85) establece que se entiende por contaminación:
Contaminación: La acción y el efecto de introducir materias o formas de energía que impliquen una alteración perjudicial de la calidad del agua en relación con los usos posteriores o con su función ecológica.

## Potabilización
El tratamiento de potabilización comienza en unas rejas que eliminan los sólidos gruesos, luego pasa a un desarenador donde se eliminan los sólidos sedimentables más pesados e inorgánicos, posteriormente ingresa a un sedimentador donde se eliminan los sólidos sedimentables menos pesados y orgánicos. Luego se realiza una coagulación-floculación donde se remueven el resto de los sólidos en suspensión, resto de la materia orgánica, coloración (sólidos disueltos y coloidales), el posterior paso es una decantación donde se eliminan los flocs formados en la etapa anterior, el paso siguiente es una filtración donde se retienen los flocs y micropartículas que no fueron separados en la etapa anterior, luego se alcaliniza porque el pH disminuyó por el agregado de ácidos y finalmente se desinfecta con lo que se eliminan microorganismos patógenos con lo que ya se tiene un efluente apto para el consumo.    

### Tratamientos preliminares
Las partículas sólidas sedimentan como partículas discretas o como partículas floculables por acción de la gravedad, formando lodos que deben separarse.
Las partículas discretas se separan en desarenadores y se evitan problemas como deposición del material inerte y daños en los equipos electromecánicos de bombeo.
Cuando la turbiedad y los sólidos en suspensión contiene partículas finas, mayormente no coloidal, se coloca un equipo de sedimentación primaria previo a la filtración lenta o al tratamiento de coagulación-floculación-sedimentación. Si contiene partículas mayormente coloidales es conveniente realizar directamente la coagulación-floculación-sedimentación. 
Las metas principales de un desarenador son:
- Remover partículas discretas superiores a 0,2 mm.
- Evitar sobrecargas (mayores costos de operación).
- Daños en los equipos electromecánicos de bombeo y otras instalaciones.
- Evitar problemas de sedimentación en la aducción del agua cruda.

### Sedimentación primaria
La sedimentación sirve para separar la turbiedad y los sólidos en suspensión, al cabo de un tiempo, por acción de la gravedad. Si el material en suspensión sedimenta rápidamente se considera que tiene material silíceo de pequeño tamaño pero de peso específico elevado.
Las partículas con tamaño superior a 0.2 mm no pueden separarse por coagulación 
Las unidades se denominan decantadores o sedimentadores indistintamente y pueden ser circulares, rectangulares o cuadrados. 
El tiempo de retención debe ser tal que permite que las partículas floten (menos pesadas que el agua) o que las partículas sedimenten (más pesadas que el agua).
Los sólidos son considerados aglomerables o floculentos cuando al descender van aglutinándose cambiando de forma, peso y tamaño con una velocidad de sedimentación mayor.  

### Coagulación, floculación y decantación
La coagulación y la floculación son parte de los procesos de una planta de potabilización. La coagulación se realiza con agitación rápida y la floculación con agitación lenta. Los flocs pueden sedimentar en otra cámara o en la misma cámara donde se produjo la coagulación. La coagulación es el agregado de coagulante para que las partículas se aglutinen formando  flocs que luego sedimentarán en otra cámara. Los coagulantes pueden ser naturales o sintéticos. El más utilizado es el sulfato de aluminio y está siendo desplazado por el cloruro férrico y principalmente cloruro de aluminio. Es común agregarle polímeros y en menor grado sílice activada y bentonita como floculantes. Los coadyuvantes son polielectrolitos que mejoran la coagulación y son cadenas de subunidades pequeñas que contienen grupos ionizables como el grupo amino, grupo oxhidrilo, grupo carboxilo. Mejoran la coagulación porque aumentan la turbidez del agua, al generar más partículas como las impurezas, disminuyen la dosis porque aumentan la cinética de la reacción y producen flocs más grandes más rápido. Los coagulantes son las sales de aluminio y hierro que forman óxidos hidratados (q+) y atraen a las partículas en suspensión (q-) para formar los flocs. Varían en concentración de óxidos útiles y pH óptimo. El pH es un parámetro crítico en la eficiencia del proceso. La dosis de coagulante depende de tiempo de mezcla (floculación) -es menor cuando es mayor el área de contacto-, punto de inyección (dispersión) -hay una velocidad a la cual es mejor inyectar el coagulante, alcalinidad -cuanto más alta es la alcalinidad mayor es la dosis-, turbiedad -cuanto más elevada es mayor es la dosis necesaria-. Se deben encontrar las condiciones óptimas de velocidad de agitación, concentración de solución, tiempo de mezcla. Para determinar estos parámetros se realiza el JARTEST, el cual consiste en realizar ensayos de agitación en el laboratorio una vez por día o más de una vez (en caso de arroyos o ríos cuyas características físicas varían mucho). Se comercializan en un estado específico y posee un intervalo de pH de trabajo. 
La dispersión consiste en agregar reactivos coagulantes, con agitación. Se logra con ello la desestabilización de la materia coloidal. Los reactivos naturales son sulfato de alumina, cloruro férrico o polímeros; todos ellos disponibles en forma líquida o sólida.  Los coagulantes varían en concentración de óxidos útiles y en pH óptimo. El ensayo JARTEST permite determinar la dosis del coagulante. Cuanto mayor es la turbiedad, mayor es la dosis porque es mayor la cantidad de sólidos en suspensión, cuanto más alcalino es mayor es la dosis, el tiempo de mezcla cuanto más grande mejor porque se forman flocs más grandes y en mayor número, mejor elegido el punto de demanda menor es la dosis, se requiere una agitación rápida para la coagulación.    
La floculación es el proceso de unir partículas previamente coaguladas o desestabilizadas mediante agitación lenta para formar los "flocs" de mayor peso y tamaño, los cuales se separan por filtración, sedimentación o flotación con lo que se obtiene la remoción de la turbiedad y el color del agua. Se comienza con agitación mecánica con paletas rotativas y accionamiento a motor, luego pasa a la agitación hidráulica donde el agua sube y baja a través de placas divisorias por presión hidráulica donde los flocs chocan con otros para hacerse más grandes. La agitación rápida y la impulsión por bombas rompe los flóculos que no se vuelven a formar sin el agregado de más floculante.
La siguiente etapa es la decantación y se separan los flocs formados en la etapa anterior, estos forman lodos que se recogen mediante tornillos arquimédicos para llevarlos a la playa de adensamiento. El efluente clarificado se retira por encima del sedimentador. Las cámaras pueden ser rectangulares o circulares esto depende de la clase de lodos y el tiempo de retención. El tiempo de retención se define como el cociente entre el volumen del sedimentador y el caudal de entrada. Suele ser 2 hs.

### Filtración
La filtración es un proceso físico de eliminación de micropartículas y gérmenes mediante material granular de diferente tamaño (arena, antracita y carbón). Una vez que atraviesa el filtro el agua ya suele quedar cristalina. Los filtros pueden ser por gravedad(rápidos o lentos) o presión (verticales u horizontales)
En una filtración rápida las partículas se retienen sobre todo el manto filtrante no solamente una acción superficial, donde sólo se retienen en la superficie. Los componentes de los filtros de arena y grava son: 
- Manto filtrante: el componente básico es el lecho granular graduado uniforme o estratificado de arena y antracita conformando mantos duales y múltiples. Para su diseño es fundamental conocer la velocidad de filtración.
- Lecho soporte: normalmente es de grava graduada. La granulometría y espesor dependen del sistema de drenaje adoptado para el lavado adoptado.
- Sistema de drenaje y falso fondo: está constituido por los elementos que permiten la recolección del agua filtrada y la distribución del auga sobre el manto filtrante.

Independientemente del tipo de filtración, hay que lavar los filtros a contracorriente con agua o aire a velocidad relativamente elevada para promover la fluidificación parcial y remover los sólidos retenidos.

### Alcalinización
La alcalinización consiste en el agregado de base porque el pH ácido corroe cañerías y genera desprendimiento de gases con espuma que dificulta el análisis posterior y el tratamiento. La dosis depende del pH y se determina experimentalmente. Algunos alcalinizantes son hidróxido de sodio (caro), carbonato de calcio (caro) e hidróxido de calcio (genera incrustaciones). La elección depende de los costos y del análisis de sus desventajas.

### Desinfección
El objetivo de la desinfección de un efluente destinada al consumo humano y al uso doméstico es la inactivación y destrucción de los microorganismos patógenos. La cloración es un eficiente mecanismo de desinfección. Las esporas resisten al desinfectante, estos más que los quistes protozoos, estos más que los virus, estos más que las bacterias vegetativas. 
Para la cloración, la dosis de cloro depende de: 
- Demanda de cloro (poder oxidante del cloro, varía según las fuentes de agua y  se determina experimentalmente porque depende de la concentración de impurezas, temperatura, tiempo, etc.)
- Cloro residual, libre más combinado.
- Concentración de cloro activo.

El cloro residual es una cantidad extra y no tóxica de cloro, que permite que no ingresen los patógenos desde la salida de la planta de tratamiento a el medidor de agua. Este punto representa el lugar donde se le entrega el agua a los clientes. La cloración se realiza de manera de satisfacer la demanda de cloro y dejar un residual de 0,5 mg/L. La eficiencia se mide por el análisis de cloro y los análisis bacteriológicos de coliformes fecales y totales. Debe haber ausencia de este microorganismo para asegurar la no presencia del resto de los patógenos. 
Si se representa el cloro residual vs la demanda de cloro se obtienen 3 curvas: sin demanda, demanda media, demanda alta. En la curva sin demanda de cloro, el cloro residual aumenta con la dosis de cloro, si la demanda es media o alta, crece hasta un punto que se denomina breakpoint, donde el cloro residual empieza a disminuir y aumentando la dosis de cloro se logra que la curva tenga el mismo comportamiento que la curva sin demanda. 
La fluoración se utiliza principalmente cuando no hay otra fuente de flúor para las poblaciones. En exceso impide la fijación de calcio en dientes y huesos.  El ablandamiento se utiliza para disminuir la dureza del agua. La desmanganización y la desferrización para eliminar los iones hierro y manganeso que precipitan metales que causan un sabor astringente al agua. La desarsenización para eliminar el arsénico que es perjudicial para la salud. Filtración con carbón activado para eliminar las algas para que no se produzca eutrofización. Eliminación del olor, sabor y colores, por ejemplo fenoles y materia orgánica que le dan un sabor a humedad. La decloración, si se ha hecho un uso intensivo de cloro y no ocurrió la reacción a punto quiebre, permite disminuir los niveles de cloro.
En base al destino del agua, se exigirá una calidad o determinados valores en los parámetros físicos-químicos. El agua de consumo posee valores recomendados por la OMS (internacional) y por el CAA (nacional).

### Ablandamiento
Consiste en la remoción de compuestos solubles con calcio y magnesio presentes en el agua. Estos causan la dureza del agua.
Se define como dureza la propensión a formar incrustaciones y el poder precipitante de las soluciones de jabón empleadas para determinarla. La dureza puede ser temporal (carbonatos y bicarbonatos de calcio y magnesio) o permanente (sulfatos, nitratos y cloruro de calcio y magnesio). La dureza temporal se puede separar calentándolas o hirviéndolas suficientemente. Se libera el dióxido de carbono que precipita compuestos insolubles de calcio y magnesio. La dureza se expresa en partes por millón de carbonato de calcio equivalente. 
El objetivo del ablandamiento es eliminar las sales que provocan la dureza a fin de controlar la corrosión, control de incrustaciones y mejorar la calidad del agua para diversos usos. Los métodos utilizados para el ablandamiento son: descarbonatación con cal-soda, intercambio iónico, membranas mediante osmosis inversa.
El carbón activo se utiliza para absorber partículas que causan sabor, olor y color al agua. Las resinas se utilizan para la remoción de partículas orgánicas. El dióxido de carbono es absorbido por el hidróxido de calcio para dar lugar a carbonato de calcio e hidróxido de magnesio. Se adiciona soda Solvay en aguas con dureza permanente, y permite la descomposición del sulfato cálcico insoluble para dar lugar al carbonato cálcico insoluble y el sulfato sódico soluble. La adición de cal y sosa se aplica cuando el agua tiene una combinación de durezas, dureza permanente y dureza temporal. La cal absorbe el dióxido de carbono, y este no es afectado por la sosa que emplea para corregir la dureza permanente.  

#### Ablandamiento por intercambio iónico
El intercambio iónico comprende la transferencia de iones presentes en la disolución (contaminantes) y los que están presentes en una zeolita. Las reacciones químicas de sustitución suceden entre un electrolito soluble y uno insoluble con el que se pone en contacto. El mecanismo es similar a la adsorción por lo que se considera un caso especial de adsorción. Para la desionización se puede utilizar un sólo tanque que contiene las resinas catiónicas y aniónicas. El intercambiador de cationes es un intercambiador de iones hidrógeno de poliestireno sulfonado. El intercambiador de cationes reemplaza los iones calcio, magnesio, hierro por iones hidrógeno. El intercambiador de aniones utilizado es un intercambiador de resina tipo amina fuertemente básica. El intercambiador de aniones reemplaza los iones sulfatos, carbonatos, bicarbonatos por iones oxhidrilo. Luego los iones hidrógeno se combinan con los iones oxhidrilo para dar agua. Las operaciones combinadas permiten remover la sílice, minerales y dióxido de carbono para dar agua aproximadamente neutra. En la rectificación con ciclo del sodio, los iones sodio pasan a formar la solución, mientras que los iones calcio y magnesio pasan al sólido. Sus bases son permutables. Los iones sodio pasan a formar sulfatos, cloruros y carbonatos. 

#### Ósmosis inversa
Consiste en someter a un fluido sobre una membrana a una presión mayor que la presión osmótica de la solución. Tal membrana es semipermeables y permite el paso del disolvente y no de los solutos que contiene. Los solutos deben ser de bajo peso molecular para que no taponen la membrana. Se puede lograr a remoción de dureza, compuestos orgánicos, turbiedad, productos de la desinfección y plaguicidas y otros elementos presentes en el agua. 

#### Calderas
La velocidad con que el agua corroe las tuberías depende del pH, temperatura, concentración de ciertas sustancias minerales, velocidad y oxígeno disuelto.   Entre los tratamientos paralelos se puede eliminar los gases disueltos como el dióxido de carbono, sulfuro de hidrógeno y oxígeno mediante ebullición. Se dosifican fosfatos que forman una capa protectora de material, sosa cáustica que aumenta el pH e hidrazina como reductor, que elimina el oxígeno residual y libera nitrógeno como residuo.

### Usos del agua
El agua destinada al uso industrial es un 22%, destinada al uso agrícola es un 70% y el agua destinada a uso doméstico es un 8%. Se utiliza principalmente en equipos de transferencia de calor, limpieza de áreas de trabajo, equipos e instrumentos y como materia prima. La cantidad y calidad de agua que requiere una industria dependerá del tamaño de esta y de los procesos desarrollados. La selección de un sistema de tratamiento depende de las condiciones que aseguren la sostenibilidad, eficiencia a través del tiempo, calidad del agua cruda, calidad requerida en el  agua, volúmenes por etapa y costos de tratamiento. Las sustancias contenidas en el agua pueden estar disueltas o en suspensión. Las sustancias en suspensión son lodos, materia orgánica, arena y residuos. Las sustancias disueltas son bicarbonatos de calcio, sodio y magnesio, sulfatos de calcio, sodio y magnesio, nitratos de calcio y magnesio, residuos, gases como el dióxido de carbono y el oxígeno.

### Efectos de las impurezas
Los efectos de las impurezas que contienen los equipos térmicos:
- Reducción del calor transmitido por el aumento de las incrustaciones del equipo.

- Averías en los tubos y planchas, por la reducción del calor transmitido.

- Corrosión y fragilidad del acero.

- Mal funcionamiento de la caldera con arrastres de espuma y agua en cantidad por el vapor.

- Costos elevados de limpieza, reparaciones, mantenimiento, inspección y equipos de reserva.

- Pérdidas caloríficas debido a frecuentes purgas.

- Disminución del rendimiento de los equipos que utilizan vapor a causa del ensuciamiento.

## Muestreo

##### Sitios de muestreo
Se muestrea 5 veces, antes y después de la coagulación, antes y después de la filtración y antes del consumo. Para aguas subterráneas. se muestrea dos veces, luego de extraerla y antes del consumo. En la red de distribución los sitios de muestreo se establecen en puntos terminales de cañería, barriendo toda el área de red y si existiese en estaciones de rebombeo. Las muestras deben tomarse de los grifos de entrada directa y no de instalaciones internas. 

##### Parámetros de control
Los parámetros de control pueden ser físicos como la turbiedad, pH, temperatura, color, olor, conductividad; químicos como los bicarbonatos, sulfatos, sulfuros, nitratos, nitritos, calcio, magnesio, dureza, alcalinidad; bacteriológicos como el análisis de coliformes totales, fecales, pseudomonas, enterococos. 

##### Frecuencia de muestreo
Es variables y aumenta en condiciones críticas (epidemias, inundaciones, etc.). Las más usuales son: diaria (agua de fuente), mensual (agua de red) y trimestral (agua de la fuente decantada, filtrada y de consumo).

## Efluentes
Todo elemento o sustancia líquida, sólida o gaseosa que un establecimiento, inmueble o barco descarga al cuerpo receptor incluyendo todo desecho humano, animal, natural o sintético, líquido, sólido o gaseoso o una mezcla de ellos que se arroje con el efluente. El influente entra al proceso y el efluente sale del proceso. Los tipos de efluentes son: líquido, gaseoso y residuo sólido. Los efluentes líquidos son aguas de abastecimiento a una población que han sido impurificadas por diversos usos. Resultan de la combinación de líquidos y desechos arrastrados de viviendas, establecimientos fabriles, hospitales más las aguas subterráneas, superficiales y de precipitación que pudieran agregarse. Los efluentes gaseosos son sustancias que se vierten a la atmósfera (gases, aerosoles, humos negros, nieblas) a través de conductos o emanaciones difusas. La contaminación atmosférica se define como la condición atmosférica donde los gases alcanzan concentraciones o niveles más elevados que los normales causando riesgos, daños a los ecosistemas, bienes y personas. La contaminación proviene principalmente del tránsito automotor, combustión de combustibles fósiles y actividades de industrias químicas. Un residuo sólido es cualquier objeto, sustancia, elemento sólido proveniente del consumo o el uso de un bien en una actividad industrial, institucional, de servicios que el generador abandona, rechaza o transfiere a otra persona que se puede utilizar para construir otro bien, con valor económico o de disposición final. Los residuos sólidos se dividen en aprovechables y no aprovechables. Se consideran residuos sólidos aquellos obtenidos del barrido de áreas públicas. Se clasifican en domiciliarios y no domiciliarios. Los domiciliarios son biodegradables o no biodegradables. Los biodegradables son aquellos que degradan fácilmente y en un corto período de tiempo como la frutas, cáscara de frutas, verduras y los no biodegradables son aquellos que no se degradan fácilmente y tienen ciclos de degradabilidad muy largos. Ejemplos son la hojalata, vidrio y elementos de construcción. Se clasifican a su vez en reciclables y no reciclables. En las actividades industriales se generan efluentes como residuos sólidos por lo que deben ser controladas. Los residuos sólidos domiciliarios tienen diversas etapas: generación, transferencia, procesamiento, tratamiento y disposición final. La generación constituye el origen de los residuos y de allí se los mueve a otros lugares, la transferencia puede ocurrir vía camiones o vía acuática, incluye procesos como la compactación o selección diferenciada, incluso desde el mismo lugar o los domicilios, el procesamiento se realiza para separar el material biodegradable de lo no biodegradable, el tratamiento los vuelve inocuos o que no dañan el medio ambiente. Se realiza mediante tratamientos biológicos o rellenos sanitarios. Los no domiciliarios pueden clasificarse según su origen: industriales que pueden ser peligrosos, tóxicos tienen muchos residuos de envases, de todo tipo de materiales; agro industriales que se conforman por los "rastrojos" que son restos de tallos y hojas que quedan después de la cosecha y que se puede utilizar para sacarles energía, residuos de envases de pesticidas, biocidas, fertilizantes, tienen un tratamiento especial no se disponen junto con la basura común; mineros contaminación por metales pesados; hospitalarios que presentan por sobre todo residuos sólidos infecciosos, tóxicos, patológicos, tienen su legislación especial para transporte, tratamiento y disposición, se aplican tratamiento de pirólisis en hornos de incineración donde debe haber control de los gases, tienen un problema las dioxinas; de la construcción básicamente inocuos pero ocupan gran volumen, principalmente inorgánico y puede reusarse. Según los efectos se clasifican en residuos peligrosos, aquel residuo o desecho que por sus características tóxicas, corrosivas, explosivas, inflamables, reactivas puede causar un riesgo o daño en la salud, también se consideran peligrosos, los envases, embalajes que estuvieron en contacto con ellos; no peligrosos, se denominan así por no presentar características de peligrosidad, los receptores debe verificar tipo de carga y clasificarla como peligrosa o no para su posterior tratamiento; inflamables, característica de un desecho que consiste en arder cuando hay fuerte ignición bajo ciertas condiciones de presión y temperatura; tóxico, característica de un desecho que consiste en provocar efectos biológicos adversos que puedan causar daño en la salud humana o en el ambiente, para los desechos tóxicos se definen criterios de toxicidad y se establecen límites de control: 
A) Dosis letal media oral (DL50) para ratas menor o igual a 200 mg/kg de peso corporal.
B) Dosis letal media dérmica (DL50) para ratas menor o igual de 1000 mg/kg de peso corporal. 
C) Concentración letal media inhalatoria (CL50) para ratas menor o igual a 10 mg/L.
D) Alto potencial de irritación ocular, respiratoria y cutánea, capacidad corrosiva sobre tejidos vivos.
E) Susceptibilidad de bioacumulación y biomagnificación en los seres vivos y en las cadenas tróficas.
F) Carcinogenicidad, mutagenicidad y teratogenicidad.
G) Neurotoxicidad, inmunotoxicidad y otros efectos retardados. 
H) Toxicidad para organismos superiores y microorganismos terrestres y acuáticos. 
I) Otros que las autoridades competentes definan como criterios de riesgo de toxicidad humana o para el ambiente. 
Corrosivos, característica de un residuo que produce daños graves en los tejidos vivos con lo que esta en contacto o daños en los materiales. Radiactivos, desechos compuestos por elementos, isótopos, compuestos con una actividad radiactiva por unidad de masa que supere el valor establecido y capaces de emitir radiaciones ionizantes, directas o indirectas, de naturaleza corpuscular o electromagnética que en su contacto con la materia produzcan ionizaciones a niveles superiores a las radiaciones naturales de fondo. 
La gestión de residuos sólidos se realiza en cuatro etapas: evitar, minimizar, tratar y disponer. Evitar es la acción ambiental más conveniente, luego le sigue minimizar que consiste en reducir, reutilizar, reciclar y recuperar, le sigue tratar que consiste en procesos físicos (separación fraccionada), químicos (calcinación), biológicos (compostaje), como acción ambiental menos conveniente está disponer que se realiza en rellenos sanitarios, rellenos de seguridad, rellenos de inertes.
Los efluentes gaseosos provienen mayoritariamente de las actividades industriales y de las grandes urbes (combustión de motores). Los contaminantes principales son: contaminantes del carbono (dióxido de carbono y monóxido de carbono); contaminantes del nitrógeno (monóxido del nitrógeno y dióxido de nitrógeno); contaminantes del azufre (trióxido de azufre y dióxido de azufre); plomo, mercurio (y otros elementos pesados) antes había plomo en la gasolina y la contaminación era muy alta, volátiles orgánicos de bajo peso molecular (benceno, dioxinas, amianto (hoy ya no se usa), CFC (hoy casi no se usa, se utilizaba en los equipos de refrigeración y en los aerosoles); partículas sólidas muy pequeñas que forman geles, humos, nieblas que no sólo afectan la salud humana sino también la estética y la visibilidad. 
Los contaminantes pueden ser primarios como el monóxido de carbono, amoníaco, dióxido de azufre o contaminantes secundarios que son derivados de los anteriores como la lluvia ácida. 
Una forma de eliminar los residuos sólidos es mediante incineración pero los gases deben ser tratados. Se utilizan filtros que retienen o adsorben las sustancias disueltas (contaminantes) en el gas, ciclones donde atraviesa el gas y por fuerza centrífuga se separan las partículas contaminantes, torres de absorción donde se pone en contacto un líquido con el gas y las partículas contaminantes se transfieren al líquido. Los precipitadores electrostáticos consisten en imanes que atrapan las partículas ferromagnéticas de la corriente gaseosa.
Los efluentes líquidos domiciliarios provienen de actividades domiciliarias como lavado de platos, de pisos, evacuación de los baños. Contienen alto contenido de materia orgánica, detergentes, sólidos, alta turbiedad, color negro por la presencia de sulfuros metálicos. La evacuación de la materia orgánica sin un tratamiento previo produce la disminución del oxígeno disuelto en el cuerpo receptor lo que compromete la fauna y flora acuática. 
Las aguas blancas provienen de la lluvia y contienen residuos que arrastran desde los techos, azoteas, calles, veredas, también contienen contaminantes atmosféricos. 
Un líquido cloacal crudo presenta características:
- Físicas como temperaturas variables, olor a podrido (presencia de sulfuros), color grisáceo-negro (presencia de sulfuros metálicos) y elevada turbiedad.
- Químicas: presencia de calcio y magnesio, fosfatos, ion amonio, nitratos y nitritos, sulfuros, sulfitos y sulfatos, sodio, potasio, proteínas, glúcidos, lípidos y detergentes.
- Biológicas: presencia de bacterias, virus y protozoos.

Para medir las características se emplean los siguientes parámetros:
- Físicos: temperatura, se compara el color con otros patrones, olor conductividad (para medir la concentración de especies inorgánicas), análisis de sólidos (para medir las proporciones de sólidos sedimentables, en suspensión y sólidos disueltos).
- Químicos: pH, alcalinidad (presencia de oxhidrilos, carbonatos y bicarbonatos), dureza (presencia de calcio y magnesio), fosfatos (fósforo), nitrógeno amoniacal, nitritos y nitratos (nitrógeno), fósforo (desechos comunes y detergentes sintéticos), detergentes, grasas y aceites, sulfuros, oxígeno disuelto (determina presencia de organismos aeróbicos o anaeróbicos), DBO (cc de materia orgánica biodegradable), DQO (cc de materia orgánica).

Los efluentes líquidos también pueden provenir de establecimientos especiales o industriales. En los establecimientos especiales se produce el fraccionamiento, manipuleo y limpieza de artículos y materiales, no se produce ninguna transformación en su esencia. Ejemplos son: talleres mecánicos, laboratorios de análisis, tintorerías, fábricas de pastas, hospitales. En los establecimientos industriales se producen manufacturación, elaboración y procesos que producen nuevos productos a partir de materia prima o materiales empleados. Ejemplos son: curtiembres, frigoríficos, alimenticias, químicas, siderúrgicas, metalúrgicas, entre otras. 
Desagües industriales: junto con los desagües cloacales constituyen la principal causa de contaminación de las aguas. Es difícil establecer las características de las aguas residuales industriales porque depende de la naturaleza y cantidad de residuos producidos lo que difiere según la clase de industria incluso para las del mismo tipo, ya que depende del proceso fabril desarrollado.

## Métodos analíticos de efluentes
Un efluente se puede caracterizar según: 
- Origen: se debe determinar si proviene de una línea o de varias líneas, varías líneas que se unen para luego tratarse o se tratan y luego se unen.
- Cantidad: relacionado con la masa y el volumen del efluente. Debe conocerse si se evacua en forma continua o no.
- Calidad: la composición física y química del efluente, que componentes hay y en que concentración, se mide en ppm y si son trazas en ppb.

El muestreo de control consiste en extraer una porción del efluente que sea representativa de la calidad de descarga del efluente en el momento de control, con el propósito de analizar la calidad de la misma. El muestreo tiene como objetivos: controlar la calidad del efluente y proponer un tratamiento en caso de que el mismo sea contaminante, controlar la eficiencia del tratamiento, determinar la factibilidad de reúso o recupero y analizar los efectos del vuelco al cuerpo receptor. 

### Preservación de las muestras
Los efluentes industriales o comerciales presentan una composición inestable debido a su variada composición que los obliga a cambiar la composición, concentración. La velocidad de los cambios se ve afectada por el pH, la temperatura, concentración y acción bacteriana. De la misma manera, la temperatura, color y las características de las sustancias oxidables y reducibles pueden cambiar rápidamente por lo que tales variables deben analizarse antes de llegar al laboratorio (in situ).
Si la naturaleza del efluente es tal que pudiera descomponerse rápidamente debería ser mantenida a baja temperatura para retardar la acción bacteriana y evitar el cambio de las características. El control de temperatura a 4 °C, retarda la acción bacteriana y suprime la volatilización de los gases disueltos, los cuales afectan las características físico-químicas de las muestras. 
Para el análisis se recomienda extraer un volumen de 2 litros de muestra, almacenarlos correctamente en recipientes de vidrio o plástico que tengan boca ancha o tapa a rosca o cierre hermético. 

### Parámetros físicos
- Aspecto: el termino turbio se aplica a aguas que contienen materia en suspensión que intervienen con el paso de la luz. En los lagos, aguas con relativa lentitud, la turbiedad se debe a dispersiones coloidales y en ríos en condiciones de desbordamiento se debe a dispersiones relativamente gruesas. La turbiedad es una consideración esencial en los abastecimientos públicos de agua por tres razones:
- Estéticos: cualquier turbiedad en el agua potable está relacionada con la posible contaminación por aguas residuales y los peligros asociados a ella.
- Filtrabilidad: las aguas con mayor turbiedad son más difíciles de filtrar porque se taponan las aberturas de los filtros. Se vuelve más costosa,
- Desinfección: los sólidos de las aguas residuales municipales suelen encapsular los microorganismos por lo que el desinfectante no entra en contacto.

El método estándar actual de determinación de turbiedad se apoya en instrumentos que utilizan el principio de nefelometría. El instrumento tiene una fuente de luz que ilumina la muestra y detectores fotoeléctricos con una aditamento para lectura del rayo que forma ángulos rectos. Se acostumbra usar como estándar una suspensión de polímero de formazina u otras preparaciones disponibles de comercio. Los datos de turbiedad se emplean para determinar si es necesario un tratamiento de coagulación química y filtración en las plantas de abastecimiento de agua. Se emplea la determinación de sólidos en suspensión para verificar la remoción de la turbiedad en las aguas. La turbiedad se elimina mediante un tratamiento de coagulación-floculación. 
- Color: indica la presencia de sustancias coloidales o suspendidas con lo que puedo intuir la procedencia del efluente. El color natural existe en las aguas en forma de partículas coloidales con carga negativa. Debido a esto, se puede remover utilizando una sal que contenga un ión metálico trivalente como el sulfato de aluminio o el cloruro férrico, policloruro de aluminio. El color causado por la materia en suspensión es el color aparente y el color causado por los extractos orgánicos y vegetales que son coloidales es el color real. La intensidad de color aumenta con el pH, por esto es aconsejable medir pH junto con color. La materia en suspensión y la coloración (sólidos coloidales y disueltos) se remueven con una tratamiento de coagulación-floculación. El color natural, lo mismo que la turbiedad, se debe a gran cantidad de sustancias y se utiliza soluciones patrón para determinar los grados de color. Muchas muestras requieren de tratamiento previo para detectar el color real. Las aguas que contienen color natural tienen apariencia amarillo-marrón. A través de la experiencia se ha visto que las soluciones de cloroplatino de potasio teñidas con cloruro de cobalto dan tonos similares a los colores reales del agua. Variando la cantidad de cloruro de cobalto se obtienen otros colores. Para medir y describir colores que no están en esta clasificación se debe recurrir a la espectrofotometría.
- Olor: es indicativo de la vejez del efluente doméstico, cuando es joven es ligeramente pútrido pero cuando es viejo se septiza y adquiere un olor fuertemente pútrido por el desarrollo de sulfuro de hidrógeno. El olor se puede deber a una gran variedad de sustancias químicas por lo que en su determinación se asocia su aroma a alguno conocido. Por ejemplo: cebolla (acetileno, yodo), hircinos (queso, sudor, etc.), desagradable (aminas, narcóticos, desechos animales, etc).
- Temperatura: si bien el líquido cloacal doméstico tiene una temperatura un poco más elevada que el agua suministrada, encontrar líquidos con temperaturas mucho más elevadas nos indica que se está produciendo una descarga industrial o comercial. Producen deterioro de la red cloacal y aceleran las reacciones bioquímicas que llevan a cabo las bacterias por lo que el oxígeno disuelto se consume más rápidamente y la población de bacterias crece.
- Conductividad: esta relacionado con los sólidos disueltos totales SDT=0,8 k uS/cm y proporciona una medida de la capacidad para transportar la corriente eléctrica y varía con el tipo y número de iones. Se puede determinar mediante una celda de conductividad unida a un circuito con un Puente de Wheatstone. El mismo da información acerca de la concentración de iones, es decir, la cantidad de especies inorgánicas que tiene el efluente. Las especies orgánicas son difíciles de ionizar y disolver. Para calibrar el conductímetro se utiliza KCl.
- Sólidos: el término sólidos hace referencia a la materia suspendida y disuelta en el agua. Los sólidos pueden ser sedimentables, suspendidos, disueltos y coloidales. Los sólidos disueltos totales mide el total de residuos sólidos filtrables (sales y compuestos orgánicos). Los sólidos disueltos totales, en exceso, generan mal agrado para el paladar y reacción fisiológica adversa en el consumidor. Los sólidos sedimentables a los 10 minutos pueden destruir conducciones y equipos electromecánicos y los sólidos sedimentables a las 2 hs generan ambientes propicios para la degradación anaerobia. Se utilizan para evaluar el tratamiento realizado. Los sólidos en suspensión son aquellos que no están disueltos en el cuerpo de agua y se obtienen realizando la evaporación y pesaje de un filtro por el cual se hace pasar la muestra. Los sólidos disueltos no pueden determinarse directamente sino que deben obtenerse por diferencia entre sólidos totales y sólidos en suspensión. La determinación de sólidos totales por evaporación y pesaje se realiza para determinar la concentración de sólidos totales, sus fracciones fijas y volátiles en muestras líquidas y semisólidas como sedimentos de ríos o lagos, lodos que se aíslan o residuales o aglomeración de lodos de filtrado al vacío, centrifugación u otro proceso de deshidratación. Los sólidos totales se secan a 103-105 °C. La determinación de sólidos totales permite estimar la materia suspendida y disuelta que hay en el agua. Los sólidos sedimentables indican la cantidad de sólidos que pueden sedimentarse en un tiempo determinado de un volumen de muestra. Los sólidos en suspensión se determinan por la diferencia de peso de un filtro por el cual se hace pasar la muestra. Los sólidos coloidales no se detectan son estables, de difícil separación y análisis. Los sólidos volátiles y fijos se llevan a cabo por procedimientos de combustión, en los que la materia orgánica se volatiliza y al mismo tiempo se controla la temperatura para evitar la volatilización de sustancias inorgánicas. La prueba es compatible con la oxidación total de la materia orgánica. Consiste en incinerar la muestra a 550 °C.
- pH: es el logaritmo de la actividad del ión hidrógeno. Sirve para indicar la alcalinidad o acidez del efluente. Un pH ácido corroe los sistemas de conducción y genera desprendimiento de gases. Se determina in situ. La vida acuática se desenvuelve a un pH entre 5 y 10, en otros niveles de pH se produce un desequilibrio en la vida acuática; determina tratamientos posteriores porque es un factor crítico en el ablandamiento, control de la corrosión, coagulación y en la desinfección. En el tratamiento biológico de aguas residuales, el pH se debe mantener en un margen favorable para los microorganismos. Se puede hacer en una gran variedad de materiales y en condiciones extremas siempre que se utilice el electrodo adecuado. Para pH mayor a 10 y a elevadas temperaturas se realiza con un electrodo de vidrio diseñado para tal propósito. Para sustancias semisólidas se utilizan electrodos en forma de lanza. Los electrodos se estandarizan con soluciones buffer de pH conocidos. Los pH muy ácidos son corrosivos y producen desprendimiento de gases.
- Alcalinidad: es la medida de la capacidad para neutralizar ácidos. Se debe primariamente a las sales de ácidos débiles, aunque las bases débiles y fuertes también pueden contribuir. Los bicarbonatos son los que más aportan a la alcalinidad por estar en mayor cantidad porque surgen de la reacción entre el dióxido de carbono y la materia básica del suelo. En ciertas condiciones, el agua es alcalina por la presencia de carbonatos e hidróxidos. Esto se da en aguas superficiales con algas en crecimiento. La alcalinidad es causada por 3 grandes grupos que se clasifican de acuerdo a sus elevados valores de pH en: hidróxidos, carbonatos y bicarbonatos. Las aguas muy alcalinas tienen sabor muy desagradable. Es medida volumétricamente con ácido sulfúrico 0,02N y se expresa en equivalentes de carbonato de calcio (o en ppm de CaCO3). Este parámetro es fundamental en los procesos de coagulación, ablandamiento, control de la corrosión, capacidad de amortiguamiento y en el tratamiento de residuos industriales (porque está prohibido verter aguas con alcalinidad cáustica).
- Cloruros: si las concentraciones son elevadas producen un sabor salado que es rechazado por muchas personas. Los cloruros se pueden medir fácilmente por procedimientos volumétricos que emplean indicadores interno. El más utilizado es el Método de Mohr que emplea nitrato de plata como titulante y cromato de potasio como indicador. Es una consideración importante en la elección de abastecimientos para uso doméstico, agrícola e industrial. Las aguas salobres con elevado contenido de sales determinan el aparato que se va a utilizar para la determinación. La determinación permite regular la concentración en los efluentes industriales o domésticos para cuidar las aguas receptoras. Es un trazador y es muy útil porque su presencia no es visualmente detectable, no tiene efectos tóxicos, es un constituyente habitual del agua, el ión cloruro no es absorbido por el suelo, no es alterado ni cambiado por los procesos biológicos y se puede medir fácilmente.
- Oxígeno disuelto: se realiza in situ o se lo fija mediante un reactivo químico. Se mide en mg/L. La solubilidad disminuye con la temperatura y con la salinidad. El nitrógeno y el oxígeno son escasamente solubles, y puesto que no reaccionan químicamente con el agua, su solubilidad es proporcional a las presiones parciales de los gases. A una temperatura determinada y en condiciones de saturación se estima mediante la Ley de Henry. Su solubilidad varía con la presión atmosférica a cualquier temperatura. Debido a que la velocidad de oxidación biológica aumenta con la temperatura y la demanda de oxígeno también aumenta pero la solubilidad del oxígeno disminuye se debe airear el sistema y esto tiene asociado costos de aireación. La solubilidad del oxígeno determina la velocidad de absorción de oxígeno porque la velocidad de reacción depende de la concentración y esto determina los costos de aireación. El oxígeno disuelto determina si la oxidación se produce por organismos aeróbicos o anaeróbicos. Los aeróbicos utilizan el oxígeno para la oxidación de compuestos orgánicos e inorgánicos para dar productos inocuos y los anaeróbicos realizan la oxidación por reducción de sales inorgánica como los sulfatos y los productos finales son perjudiciales. Puesto que las dos clases de microorganismos están propagados es importante mantener condiciones aeróbicas por lo que se realizan mediciones de oxígeno disuelto en el cuerpo de agua donde se vuelcan los efluentes y en los tratamientos aeróbicos de aguas residuales, industriales y domésticas. El oxígeno produce corrosión del hierro y de los aceros en sistemas de distribución de agua y en calderas de vapor por lo que la remoción de oxígeno es una práctica común en la industria energética. Los procedimientos volumétricos estándares para determinar el oxígeno disuelto en caso que la muestra esté correctamente preservada son el método Winkler o yodo métrico y sus modificaciones. También se puede utilizar un oxímetro (electrodo) y las mediciones se realizan in situ. El electrodo se puede descender a varias profundidades del líquido y las lecturas se hacen en un amperímetro conectado localizado en la superficie. Un líquido contaminado tiene oxígeno disuelto cero.
- Oxígeno consumido: es la cantidad de oxígeno necesaria para oxidar las sustancias con propiedades reductoras presentes en el líquido residual. Las sustancias más comunes son: sales ferrosas, sulfuros, lípidos, glúcidos y aminoácidos. La determinación habitual es con permanganato de potasio como titulante e indicador del punto final. Esta titulación redox no es muy precisa ni reproducible pero da una idea de los mg/L consumidos por la materia orgánica presente en la muestra.
- Demanda biológica de oxígeno: es la cantidad en mg/L de oxígeno necesaria para degradar la materia orgánica por acción de bacterias aerobias a 20 °C, en oscuridad y durante 5 días. La importancia de su determinación radica en que da una idea de cuán contaminado está con materia orgánica y el potencial consumo de oxígeno cuando se arroje al cuerpo de agua lo que compromete la fauna y flora acuática. Es esencialmente un procedimiento de bioensayo, por lo que se realiza en condiciones lo más semejantes a la naturaleza. Se debe evitar la re-aireación de las muestras a medida que el nivel de oxígeno disuelto disminuye durante el análisis y durante el muestreo. Debido a la limitada solubilidad del oxígeno, las muestras deben diluirse para asegurar que el oxígeno disuelto esté presente en la prueba. No debe haber sustancias tóxicas, nutrientes necesarios, fósforo, nitrógeno y algunos oligoelementos. La demanda biológica es producida por un grupo variado de microorganismos que llevan la oxidación hasta dióxido de carbono y agua. Por lo que en las muestras debe haber una carga de microorganismos "semillas" necesaria para que se produzca la oxidación biológica. Las reacciones oxidativas se derivan de la acción biológica y la velocidad de estas reacciones dependen del número de microorganismos y la temperatura. Los efectos de la temperatura se mantienen constantes a 20 °C que es un promedio de las temperaturas de las aguas naturales. La oxidación biológica a una temperatura de 20 °C y en las demás condiciones de operación (por ejemplo, oscuridad) se considera completa al cabo de 20 días. Como no se puede esperar tanto tiempo para los resultados se analiza durante 5 días. Por lo que la DBO medida es sólo una fracción de la total. El tiempo total para la oxidación biológica dependerá de la semilla y la naturaleza de la materia orgánica, y sólo se determina experimentalmente. La prueba de DBO depende de la medición de oxígeno disuelto. Sirve para medir la capacidad de autopurificación de la corriente y establecer los niveles de DBO para el vuelco al cuerpo de agua. Es una consideración importante para el diseño de los equipos de tratamiento, la elección del método de tratamiento y determinar el tamaño de los equipos de los filtros percoladores y las unidades de lodo activado. Después que las plantas de tratamiento comienzan a operar, los resultados se utilizan para evaluar la eficiencia de los procesos. Para resumir las limitaciones de la DBO: disponer de siembra aclimatada (nutrientes necesarios, evitar re-aireación, semillas), medición de sólo una fracción de lo biodegradable, tiempo (mínimo 5 días), pretratamientos en caso de efluentes tóxicos.
- Demanda química de oxígeno: la ventaja es que el tiempo de análisis es de 3 horas, la desventaja es que no da idea de la biodegradabilidad. Se deben disponer de datos de DBO/DQO para determinar el grado de biodegradabilidad de la muestra. Es la cantidad en mg/L de oxígeno necesaria para degradar químicamente la materia orgánica contenida en el líquido residual a 150 °C durante 2 horas y mediante un agente oxidante fuerte como el dicromato de potasio. La importancia de su determinación radica en que se puede conocer y modificar los niveles de DQO del efluente antes del vuelco a la cloaca o al cuerpo receptor ya que los niveles altos de DQO indican elevada presencia de sustancias orgánicas y sustancias inorgánicas reductoras que consumen el oxígeno disponible para la fauna y flora acuática provocando su desaparición. El método permite medir la materia orgánica presente en la muestra porque los compuestos orgánicos se oxidan en presencia de un oxidante fuerte como el dicromato de potasio en condiciones ácida. El dicromato de potasio degrada la materia biológicamente oxidable como la materia orgánica biológicamente inerte. No proporciona datos acerca de la velocidad a la que se estabiliza el material biológicamente activo porque degrada lo biológicamente resistente como lo biológicamente oxidable. Todos los agentes oxidantes deben colocarse en exceso, es necesario medir el exceso que queda al final de la reacción para conocer la cantidad original de materia orgánica. La ventaja del dicromato es que el exceso puede medirse con relativa facilidad. Ciertos compuestos orgánicos como ácidos grasos de bajo peso molecular no pueden ser oxidados por el dicromato, por lo cual se utiliza un catalizador. Los resultados se expresan en mg/L necesarios para la oxidación. La determinación de DQO se lleva a cabo en un digestor y luego se determina por titulación o colorimetría. Para efluentes industriales está reglamentado 500<DQO<10000 para cursos contaminados y para cursos no contaminados DQO<20. Conjuntamente con la DBO, la DQO es útil para indicar las condiciones tóxicas y la presencia de sustancias biológicamente resistentes. Con los datos de DBO y DQO se obtiene alguna de estas relaciones:

DBO/DQO<0,2-->Materia orgánica biológicamente resistente.
DBO/DQO=0,4--> Tanto Materia orgánica biológicamente resistente como materia orgánica biológicamente oxidable.
DBO/DQO>0,6-->Materia orgánica biológicamente oxidable.
- Serie nitrogenada: son determinaciones colorimétricas las que se realizan, las mido con el espectro o comparación de color con patrones. La química del nitrógeno es compleja ya que tiene varios estados de oxidación los cuales pueden ser inducidos por los organismos vivos. Las bacterias pueden inducir estados positivos o negativos y dependen de que sean organismos aeróbicos o anaeróbicos. Sólo unos pocos estados de oxidación son los que influyen en la calidad del agua. El nitrógeno de amonio se mide en espectro o se compara con un patrón. Para medir nitrógeno de nitritos y nitrógeno de nitratos se compara con un disco con escala de colores. En las aguas de contaminación reciente, el nitrógeno está en forma de nitrógeno orgánico y amoníaco. A medida que el tiempo pasa el nitrógeno se convierte en nitrógeno amoniacal, y si existen condiciones aeróbicas pasa a nitritos y luego a nitratos. Si se realizará un tratamiento aeróbico, tiene que haber suficiente nitrógeno ya que es un elemento fertilizante necesario para el crecimiento de las algas sino debe ser suministrado por fuentes externas. Pero si se vuelca nitrógeno en exceso, principalmente nitrato, se genera eutrofización (superpoblación de algas) y el líquido se putrefacta o contamina por eso es tan importante este análisis. La determinación de nitrógeno se realiza para controlar el grado de purificación en las etapas del tratamiento. Es bien sabido que el amoníaco no ionizado es tóxico y el ión amonio no lo es. El pH es el factor que controla   la toxicidad del amoníaco y no es un problema si el pH es menor a 8 y la concentración de amoníaco es menor a 1 mg/L. El control de amoníaco se puede realizar por remoción efectiva del amoníaco o por nitrificación (que se oxide a nitritos y luego a nitratos). En algunos casos, la limitación es la cantidad de nitrógeno total. Las técnicas de determinación de nitritos, nitratos y nitrógeno amoniacal varían para cada parámetro por lo que no sólo puede cuantificarlo sino también identificarlo. El nitrógeno total se determina por el método de Kjeldahl. La determinación de nitratos sirve para saber si el establecimiento cumple con los niveles máximos del contaminante. La determinación de nitrógeno orgánico y amoníaco para saber si hay la cantidad suficiente de nitrógeno disponible para el tratamiento biológico. Si no hay la cantidad suficiente, se debe aportar por fuentes externas.
- Fósforo: se expresa en mg/L de fósforo de fosfatos. La técnica de análisis se basa en una reacción que da coloración y que se compara con patrones de color. Los polifosfatos se utilizan en abastecimientos de agua públicos como medios para controlar la corrosión. También se utilizan en aguas ablandadas para estabilizar el carbonato de calcio y evitar la necesidad de re-carbonización. Todos los abastecimientos de agua superficiales son base para el crecimiento de organismos acuáticos como las algas o cianobacterias y dicho crecimiento depende de la cantidad de elementos fertilizantes que tenga el agua. El nitrógeno y el fósforo son los elementos fertilizantes para el crecimiento de algas y cianobacterias por lo que sus concentraciones son limitantes de la tasa de crecimiento. Cuando hay abundancia de los dos elementos ocurre el florecimiento de algas y el líquido eventualmente se putrefacta. El agua doméstica tiene altos niveles de fósforo. La mayor parte del fósforo inorgánico es aportado por los desechos humanos, estos provienen de la degradación metabólica de las proteínas y la eliminación de fosfatos por la orina; además de los fuertes detergentes sintéticos. Los compuestos de fosfatos son ampliamente usados en las plantas de vapor para eliminar la formación de costras en las calderas. Se puede medir el ortofosfato a partir de los polifosfatos debido a su estabilidad en condiciones de pH, tiempo y temperatura. Los polifosfatos y las formas orgánicas del fósforo deben convertirse a ortofosfatos los cuales pueden determinarse cualitativamente por métodos gravímetricos, colorimétricos o volumétricos.
- Detergentes: actualmente los detergentes son biodegradables, tienen tratamientos más sencillos pero tienen otros efectos como la formación de espuma que dificulta el tratamiento y los análisis. Se realiza una determinación colorimétrica tras previa extracción con cloroformo.
- Grasas y aceites: forman películas y costras en la superficie que tapan las tuberías, afectan la estética de los cuerpo de agua, forman un película en la superficie que impide la transferencia de oxígeno desde el aire hasta el agua por lo que comprometen la fauna y flora acuática. Se determinan por gravimetría mediante el método de sustancias solubles en éter etílico. Son solubles en éter etílico e insolubles en agua.
- Fenoles: son contaminantes y tóxicos que le imparten olor y sabor al líquido. Se determinan por espectrofotometría.
- Metales pesados: en donde se destaca el Cu, Ni, Hg, Cd, Cr, Pb y se determinan por espectroscopia de absorción atómica. Son generados por metalúrgicas, siderúrgicas, automotores que generalmente los reciclan y no los deponen.
- Hidrocarburos: como la nafta y el petróleo. Son determinados por HPLC.
- Pesticidas: pueden ser clorados y fosforados, se determinan tanto en aguas como en sedimentos. Son muy contaminantes por lo que se admiten en concentraciones muy bajas. Se determinan por HPLC y por cromatografía gaseosa.
- Sulfuro: su presencia se debe a la descomposición de la materia orgánica presente en el líquido residual. Se generan por la reducción bacteriana de los sulfatos. Se determinan por colorimetría y dan un color azul. Son tóxicos y corrosivos.
- Cianuro: los cianuros son compuestos potencialmente tóxicos ya que un cambio de pH en el medio puede liberar ácido cianhídrico, compuesto asociado a la máxima toxicidad, por lo que es importante determinar la presencia como ión cianuro de todos los compuestos cianurados que hay en las aguas residuales, residuales tratadas, potables, naturales. Se determina por métodos potenciométricos o por espectroscopia. Se debe mantener a pH alcalino.

Estos son los más básicos y generales. Luego dependerá de cada industria la determinación de otro factor.